# 尼索斯
尼索斯（英語：Nisos）。古希腊神话男性人物之一。麦加拉国王，为雅典国王潘狄翁二世的四个儿子之一。其事迹常与众神相互联系，因而异彩纷呈并与米诺斯国王发生联系，亦反映于相关文学等作品之中。